# Priscilla Maaswinkel
Priscilla Maaswinkel (Utrecht, 14 januari 1985) is een Nederlandse bowlster. 
In de AMF World Cup van 2006 eindigde ze in de combinatie op de 22e plaats.